# Adriana Billini Gautreau
Maria Adriana Engracia Billini Gautreau (Santo Domingo, 11 de marzo de 1865 – La Habana, 19 de enero de 1946) fue una pintora, pedagoga y pionera feminista dominicana-cubana. Está considerada una de las primeras mujeres en ocupar una cátedra en la Academia de Bellas Artes de San Alejandro, institución en la que también se destacó como artista del retrato, el paisaje y los temas religiosos, dentro del marco estético del academismo.

## Biografía
Nació en la República Dominicana en 1865. A los dos años se trasladó con su familia a Cuba, donde se exiliaron por temor a represalias políticas. Posteriormente, su padre fue designado cónsul dominicano en la isla durante la década de 1880, en La Habana, donde la familia estaba integrada en los círculos de la élite social cubana.
En 1881 ingresó a la Academia de Bellas Artes de San Alejandro en La Habana, donde cursó estudios durante más de una década, graduándose en 1894. Fue discípula del paisajista Valentín Sanz Carta y también se formó en el Colegio Isabel la Católica bajo la dirección de María Luisa Dolz, pedagoga y feminista cubana.
Durante su formación académica, enfrentó las restricciones impuestas a las mujeres, como la exclusión de las clases con modelos desnudos y la segregación de género en los horarios.

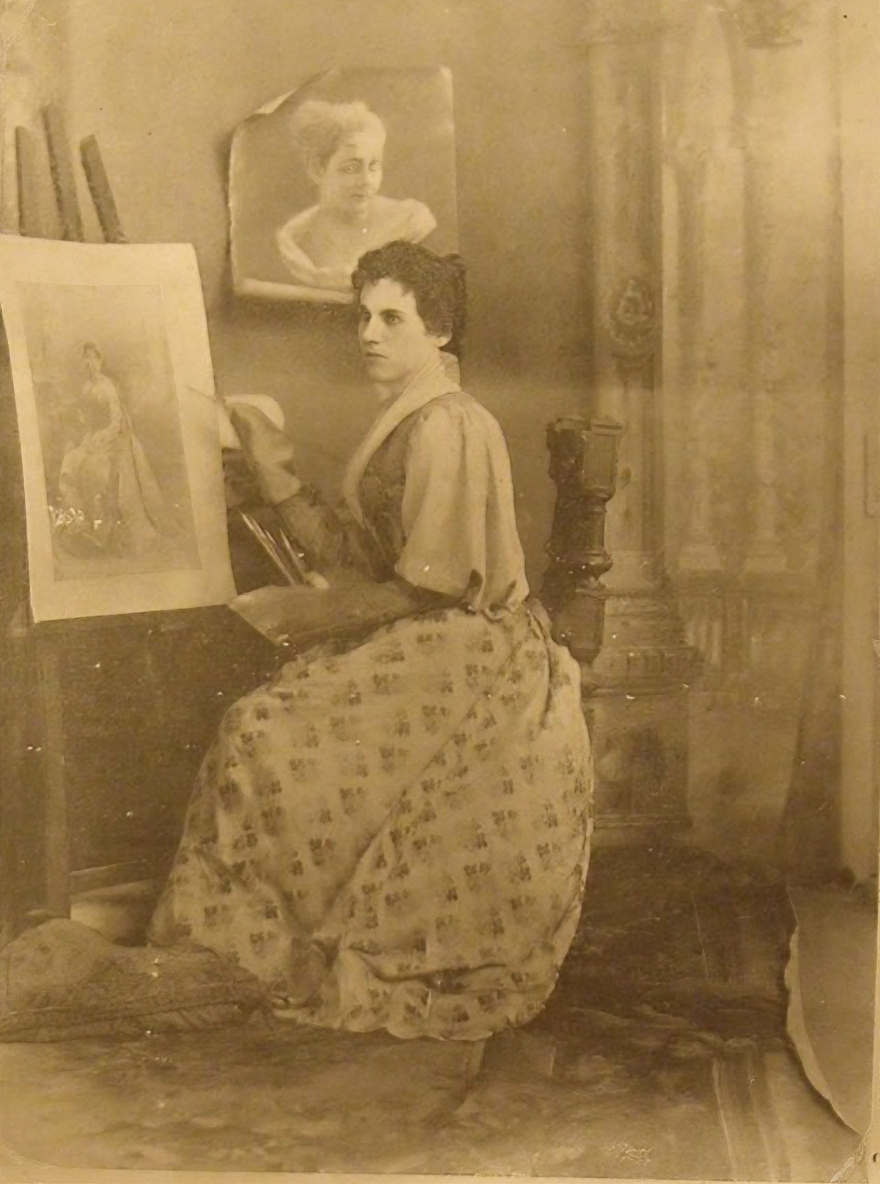
Foto de El Fígaro, No. 6, 24 de febrero de 1895.

## Orígenes y vínculos familiares
Adriana Billini Gautreau provenía de una familia burguesa respetada en la República Dominicana. Su abuelo paterno era de origen italiano y su abuelo materno, de origen francés. Por línea paterna, su padre, Epifanio Billini Hernández —destacado pintor, fotógrafo y diplomático— era hijo de doña Juana Joaquína Hernández, natural de Bayamo (Cuba), lo que otorgaba a la familia Billini un vínculo directo con la isla. Fue su padre quien le brindó las primeras orientaciones en el arte de la pintura y le enseñó fotografía, disciplina que Adriana comenzó a explorar desde muy joven.
A causa del temor a represalias políticas contra la familia Billini, sus padres decidieron trasladarse a Cuba, donde la familia se alineó con los ideales independentistas cubanos. Su madre, de origen francés, mantuvo firmes lazos con círculos ilustrados de la isla. Entre los vínculos que sostuvieron con otras figuras dominicanas radicadas en Cuba, destaca la relación con el prócer Máximo Gómez, quien trataba a Adriana como si fuera su sobrina. La familia Billini brindó apoyo económico durante la lucha por la independencia cubana, facilitando recursos para la adquisición de armas.
Adriana llegó a Cuba siendo aún muy niña, cuando la isla era todavía una colonia española. A medida que el país avanzaba hacia su independencia, ella fue testigo de ese proceso transformador desde dentro, y con el tiempo, adoptó la nacionalidad cubana, nación que consideró su otra patria. Su identidad se fue forjando al ritmo del surgimiento de la nueva república, en cuya cultura y sociedad participó activamente como artista y educadora.
Dentro de su entorno familiar se encuentran figuras prominentes de la historia dominicana. Su primo, Hipólito Billini, fue presidente provisional de la República Dominicana en 1879, recordado por su espíritu conciliador y su decisión de renunciar voluntariamente en favor de la estabilidad institucional. Aún más cercana fue la figura de su tío paterno, el sacerdote y filántropo Francisco Xavier Billini, conocido como el Padre Billini, una de las personalidades más influyentes del siglo XIX en la República Dominicana. Fue fundador del Hospital San Juan de Dios y del Colegio San Luis Gonzaga, y pionero en la atención hospitalaria gratuita, la educación de los sectores más vulnerables y el desarrollo de la asistencia social moderna en el país. Su legado humanista marcó profundamente la vida pública dominicana y es recordado como un referente moral y patriótico. Estos lazos familiares reflejan el entorno ilustrado, comprometido y profundamente humanista en el que creció Adriana Billini.

## La Academia de San Alejandro y la incorporación de la mujer

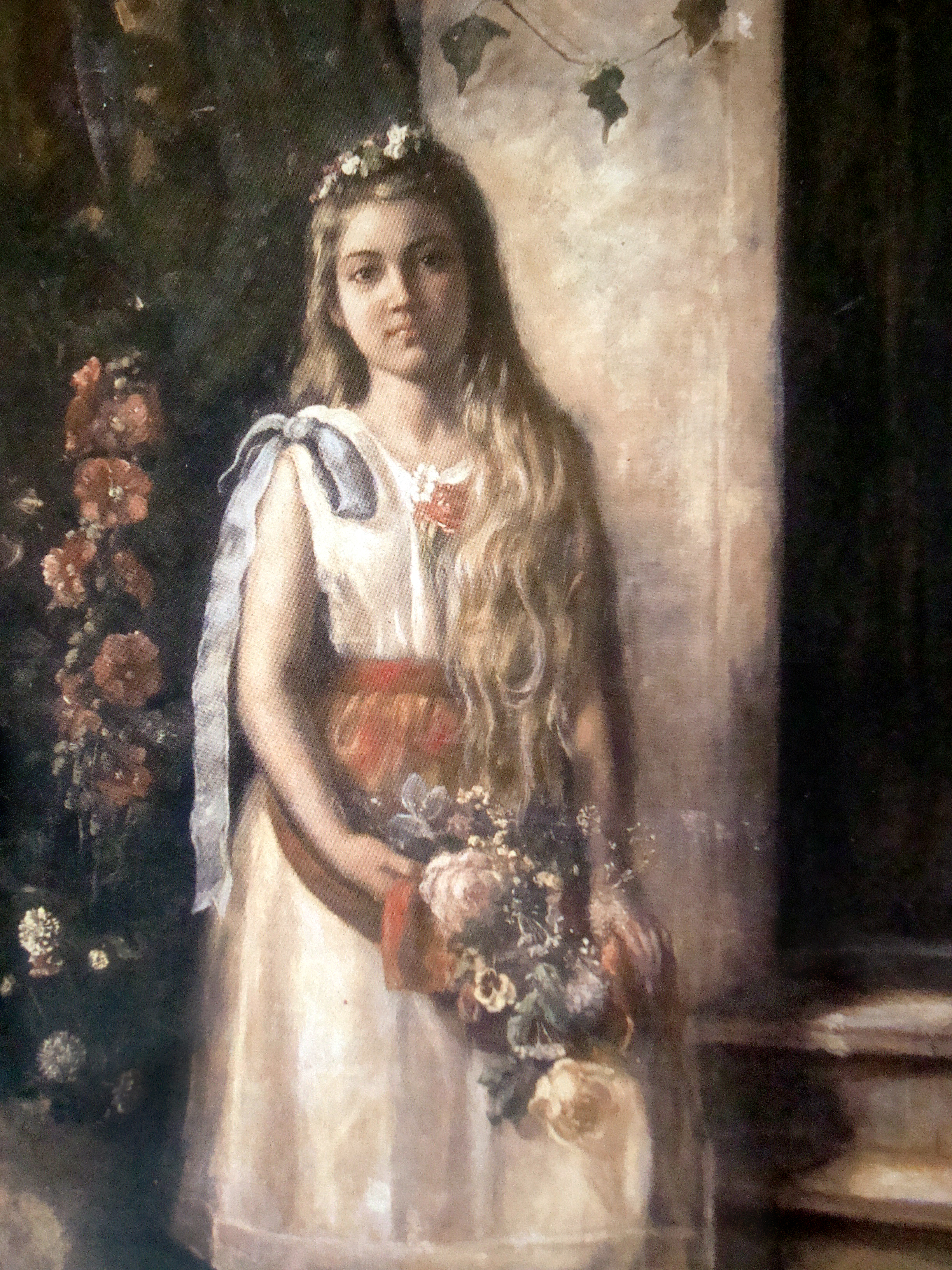
Obra de Adriana Billini

La Academia Nacional de Bellas Artes San Alejandro fue fundada en La Habana en 1818 por la Real Sociedad Económica de Amigos del País, como parte de un proyecto ilustrado orientado al desarrollo técnico, científico y artístico de la colonia. Su creación respondió al interés de las élites criollas por consolidar un modelo cultural alineado con los ideales neoclásicos europeos, con el propósito de "civilizar" y "ordenar" el gusto artístico local. En sus primeras décadas, el ingreso a la institución estuvo limitado a jóvenes blancos, de padres conocidos, buena educación y conducta intachable, excluyendo explícitamente a personas negras, mestizas y de clases populares.
Aunque no se estableció una prohibición explícita hacia las mujeres, la exclusión femenina fue sistemática, implícita y sostenida: el arte académico era considerado una actividad intelectual y pública reservada exclusivamente a los hombres. Durante más de seis décadas, la enseñanza artística formal en Cuba fue inaccesible para las mujeres, que solo pudieron formarse de manera informal a través de clases particulares, talleres domésticos o academias privadas dirigidas por artistas inmigrantes.
Este panorama comenzó a cambiar a partir del curso académico 1879–1880, cuando el pintor cubano Miguel Melero, entonces director de San Alejandro, propuso por primera vez la admisión oficial de alumnas. La primera estudiante aceptada fue Marta Valdés, con autorización expresa del Gobernador General. Aunque se trató de una iniciativa compartida entre aspirantes decididas y una dirección con visión progresista, el ingreso de las mujeres se produjo aún bajo condiciones desiguales: en aulas separadas, sin acceso a modelos desnudos masculinos y con reglamentos que reforzaban su rol secundario en el arte.
Adriana comenzó a estudiar con 17 años en la Academia de Bellas Artes de San Alejandro, en La Habana. En aquella época, la presencia femenina en las escuelas de arte era poco común, y quienes lograban ingresar debían enfrentar múltiples restricciones: por norma, las alumnas tenían que abandonar las clases donde se utilizaban modelos desnudos y asistían en horarios separados de los hombres durante las sesiones diurnas.
Durante su paso por la Academia de Bellas Artes de San Alejandro, Adriana Billini se destacó como una de las alumnas más sobresalientes de su generación. Comenzó sus estudios en el curso 1881–1882, y cursó durante más de una década, culminando en 1894. Según consta en su expediente y fue recogido por la prensa de la época, obtuvo calificaciones de sobresaliente en casi todos los cursos. Solo se ausentó de manera justificada en dos de ellos por razones de salud.
Estas calificaciones le otorgaron el derecho a recibir Matrículas de Honor con diploma, una distinción reservada a los estudiantes con rendimiento académico excepcional. Esta constancia en la excelencia le permitió participar en exposiciones de la Academia y recibir reconocimientos por sus obras, entre ellas Primavera y Retrato de una joven, ambas premiadas por la institución. Su desempeño académico fue considerado ejemplar, consolidando su lugar como pionera en un entorno que, hasta entonces, había sido casi exclusivamente masculino.
Su permanencia en los cursos de artes plásticas se extendió durante casi 12 años, culminando en 1894. En ese período estuvo bajo la tutela del maestro Valentín Sanz Carta, considerado uno de los exponentes más importantes del paisajismo cubano del siglo XIX. Sin embargo, también estudió en el Colegio Isabel la Católica, que dirigía la escritora, docente y feminista cubana María Luisa Dolz.

## Reseña crítica (1895)
En el número 6 de El Fígaro, publicado el 24 de febrero de 1895, se destaca a Adriana Billini como una artista “verdadera e inspirada”, a propósito de su óleo En la manigua, del cual se reproduce una imagen grabada. La crítica elogia la obra como “todo un cuadro, y un cuadro bueno”, y reconoce la formación académica de Billini en la Academia de San Alejandro bajo la dirección de Miguel Melero, señalando que obtuvo calificaciones sobresalientes durante casi todos los cursos cursados entre 1884 y 1894, lo que le otorgó Matrículas de Honor con diploma. También se menciona su aprendizaje en pintura de paisaje con el maestro Sanz, en alusión al reconocido paisajista Valentín Sanz Carta.
El artículo enumera algunas de sus principales obras premiadas por la academia, como Primavera y Retrato de una joven, así como otras piezas exhibidas internacionalmente, como La cocinera cubana, presentada en Chicago. También se destacan las obras Nelumbos, Abandonadas y la ya mencionada En la manigua, como parte del repertorio que consolidó a Adriana Billini como una figura sobresaliente en el arte pictórico cubano de finales del siglo XIX.
La entrada de mujeres como Adriana Billini marcó un punto de inflexión en la historia de la enseñanza artística en Cuba. Su formación académica completa, su posterior ingreso al claustro como profesora en 1907 y su defensa activa de la igualdad de trato dentro de la institución fueron factores decisivos para consolidar la presencia femenina en la educación artística formal. Su trayectoria abrió un precedente que impulsó el crecimiento sostenido de la matrícula de mujeres en San Alejandro y sentó las bases para una transformación paulatina del sistema académico artístico cubano.

## Carrera artística y pedagógica

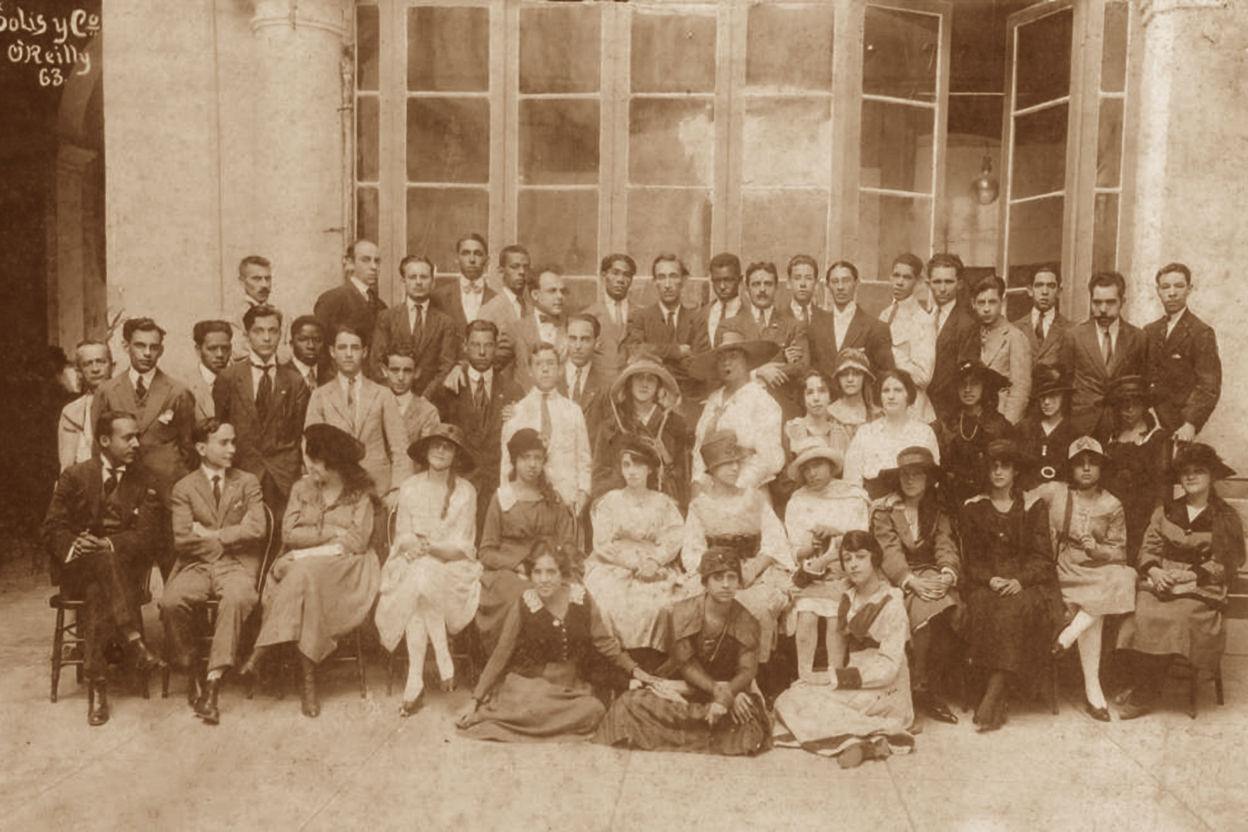
Foto de grupo con Adriana Billini en la Academia de San Alejandro (c. 1914–1920).

En 1897, Adriana Billini ya era reconocida como una destacada retratista y pintora de temas religiosos, con un estilo realista influido por su formación académica y su sensibilidad espiritual. Sus retratos se caracterizaban por una observación psicológica aguda y por el uso sobrio de la luz, mientras que sus composiciones religiosas reflejaban devoción, equilibrio formal y dominio técnico. Su obra comenzó a figurar en exposiciones colectivas y fue reseñada positivamente en publicaciones como El Fígaro y Cuba y América.
En 1899, Adriana Billini fundó una escuela de dibujo y pintura que nombró Academia El Salvador, en homenaje tanto a sus convicciones religiosas como a su propósito de "salvar" el arte a través de la educación. Desde este espacio comenzó a desarrollar un método pedagógico propio, basado en una secuencia de 24 lecciones que estructuraban el aprendizaje del dibujo de forma progresiva, combinando teoría, práctica y observación.
En el verano de 1900, más de 1,300 maestros cubanos —hombres y mujeres de todos los municipios del país— participaron en un programa sin precedentes organizado por la Universidad de Harvard. Este intercambio, conocido como la Escuela de Verano de Harvard para Maestros Cubanos, se convirtió en el mayor programa educativo y cultural entre Cuba y Estados Unidos hasta la fecha. Durante seis semanas, los participantes convivieron con la élite académica de Boston, en un entorno de inclusión racial y social inédito para la época. Este evento dejó una huella duradera en el sistema educativo cubano y contribuyó al surgimiento del movimiento feminista en la isla. Adriana Billini fue una de las participantes de esta histórica experiencia, reafirmando su compromiso con la educación y su visión modernizadora de la enseñanza artística en Cuba.
Al año siguiente, en 1901, fue galardonada con la Medalla de Plata en la Exposición Universal de Búfalo, uno de los eventos artísticos más importantes de su tiempo. En 1902, obtuvo el segundo lugar en la Exposición Universal de San Luis, reafirmando su proyección como artista a nivel internacional.
La metodología de enseñanza que había desarrollado fue aplicada entre 1901 y 1902 en La Habana y Matanzas, y fue considerada innovadora para su época por atender las necesidades formativas de jóvenes y adultos sin distinción de género, lo que implicaba una ruptura con las prácticas excluyentes del sistema académico tradicional.
Su enfoque educativo, de inspiración laica pero con profundo rigor académico, fue adoptado posteriormente por otras instituciones, entre ellas la Escuela Normal de Verano, dedicada a la formación de docentes en Cuba. A través de su praxis pedagógica y su propuesta metodológica, Adriana Billini contribuyó a la profesionalización de la enseñanza artística en la isla y al reconocimiento del rol de la mujer como educadora dentro del ámbito cultural cubano.

## Incorporación de Adriana Billini al claustro de San Alejandro
A finales del siglo XIX, el aumento sostenido en la inscripción de mujeres en la Academia de San Alejandro se hizo evidente, alcanzando un punto de inflexión en el curso 1899-1900, cuando las alumnas superaron por primera vez en número a los varones. Este cambio demográfico marcó con claridad la necesidad de integrar a una mujer en el cuerpo docente, especialmente en los niveles básicos de enseñanza artística.
En este contexto, Adriana Billini fue admitida como la primera profesora de la institución, durante el último año de vida del director Melero. Su incorporación, sin embargo, no se dio sin obstáculos: tuvo que presentar varias gestiones ante el Secretario Interino de Instrucción Pública, Lincoln de Zayas, para que se hiciera efectivo su nombramiento, emitido por el Gobernador Provisional Charles E. Magoon. Billini asumía un rol crucial en la enseñanza elemental —donde se concentraba el grueso del alumnado femenino— mientras que el profesor Ricardo de la Torriente permanecía a cargo de la instrucción de los varones en Dibujo Elemental.

El nombramiento generó tensiones dentro de la propia dirección de la Academia. Aunque Melero acató inicialmente la designación mediante un comunicado enviado el 17 de diciembre de 1906, pocos días después, el 20 de diciembre, recibió una recriminación directa de parte de Lincoln de Zayas:
“Sírvase Vd. contestar sin dilación con qué derecho ha incluido Vd. a la Srta. Adriana Billini entre los Catedráticos de esa institución, cuando aún no ha comunicado Vd. a este Centro la toma de posesión de dicha Srta. Billini”.
En lugar de referirse al comunicado previo, Melero respondió:
“En cumplimiento a lo dispuesto por Vd. con fecha 20 para que se rehaga la nómina, no incluyendo en ella la Srta. Billini, ya lo he ordenado a la Secretaría”.
En medio de estos intercambios burocráticos, Adriana Billini también tuvo que afrontar una solicitud presentada por Manuel Bonifacio Posada ante el mismo secretario, en la que se proponía la creación de una Cátedra de Dibujo Decorativo y Mural utilizando el presupuesto destinado a su plaza. Si bien esta situación se resolvió a comienzos de 1907, aún persistía cierta ambigüedad institucional, reflejada en el hecho de que Melero se refiriera a ella como “maestra” en lugar del título formal de “profesor”, reservado para el resto del claustro.

Tres años más tarde, Billini expresaría con claridad su malestar por esa situación en una carta enviada a Mario García Kohly, fechada el 14 de junio de 1910:
“…cuál es mi situación legal en la susodicha Academia; pues mientras considero que mis deberes y por consiguiente mis facultades, son las mismas que las de los otros Maestros, parece que hay quien entiende que no formo parte oficialmente del cuerpo de profesores y que por condición de mujer o por otros motivos que no alcanzo a comprender, estoy sujeta a una que pudiéramos llamar capitis-deminutio…”
En esa misma línea, en otra carta dirigida al Secretario de Instrucción Pública y Bellas Artes el 17 de junio del mismo año, Billini reclamó la igualdad profesional:
“…desde el momento en que como ellos tengo a mi cargo la enseñanza de un grupo de alumnos, no cabe sostener que mi situación haya de ser inferior a la de los otros Maestros.”
El impacto de su presencia en la academia fue transformador. No solo abrió camino para la inclusión de otras mujeres en la docencia artística, sino que legitimó públicamente la capacidad femenina para enseñar, formar y dirigir procesos educativos en el campo de las artes. Su ejemplo contribuyó al aumento sostenido de mujeres en la matrícula de San Alejandro durante las primeras décadas del siglo XX, muchas de las cuales llegarían también al ejercicio profesional. Su enfoque pedagógico, centrado en la progresión técnica, el rigor metodológico y la sensibilidad del alumno, dejó una impronta duradera en la formación artística del país.
En 1907, su cargo fue finalmente reconocido como profesora de Dibujo Elemental, marcando un hito en la historia institucional de la enseñanza artística en Cuba. No obstante, su integración plena debió atravesar múltiples resistencias en un entorno fuertemente marcado por estructuras patriarcales, donde la igualdad formal tardaría años en institucionalizarse.
El impacto de su labor fue profundo y sostenido: no solo abrió el camino institucional para la inclusión femenina en la enseñanza artística oficial, sino que su presencia legitimó la capacidad de las mujeres para enseñar, dirigir y formar nuevas generaciones de artistas. Gracias a su ejemplo, la matrícula femenina en San Alejandro creció significativamente durante las primeras décadas del siglo XX, y muchas de sus alumnas ingresaron posteriormente al campo profesional del arte. El modelo pedagógico desarrollado por Billini, centrado en la disciplina, el método progresivo y el respeto a la sensibilidad del alumno, dejó huella tanto en la academia como en la formación artística nacional.

## Feminismo y participación cultural

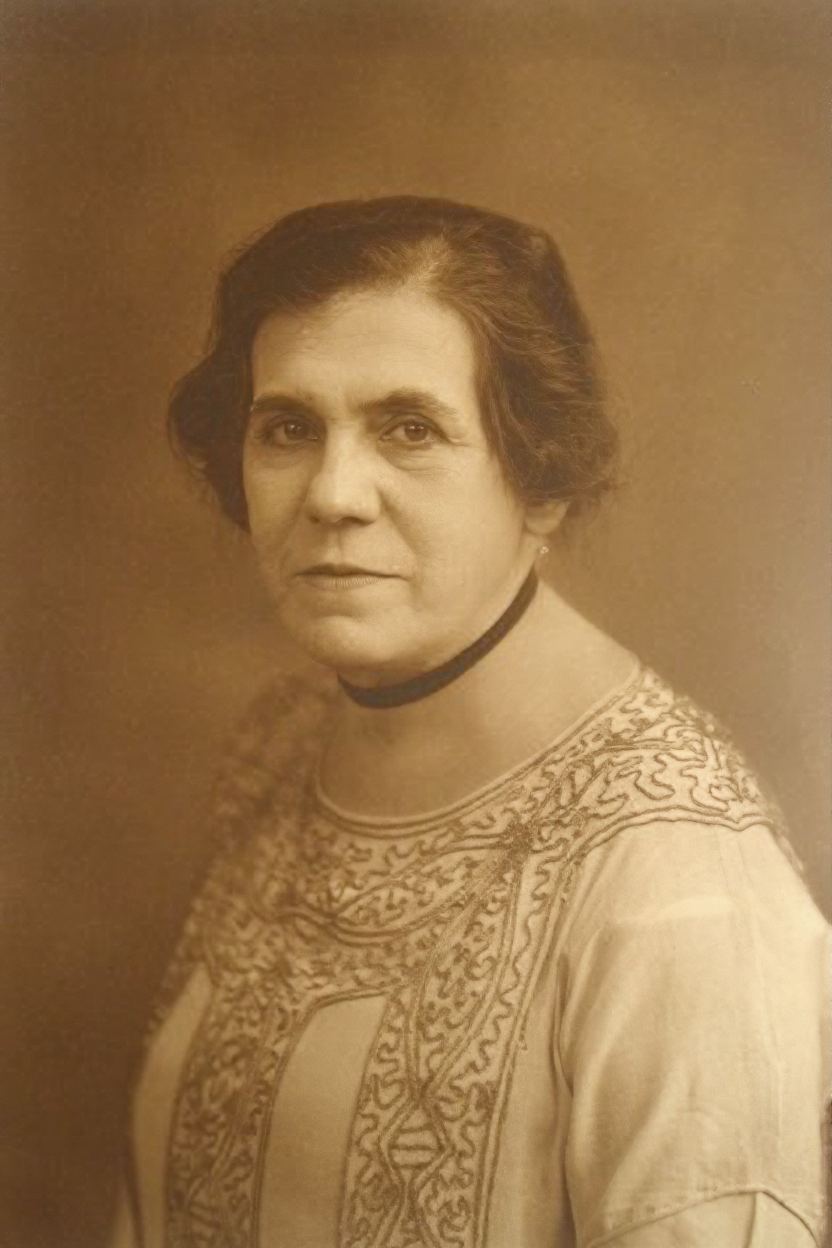
Retrato de Adriana Billini Gautreau, en La Habana, Cuba.

Billini fue una mujer adelantada a su tiempo. A pesar de haberse criado en el seno de una familia profundamente religiosa, esto no le impidió desarrollar una clara conciencia de su papel como mujer en un entorno aún dominado por hombres y por estructuras sociales que restringían la participación femenina en el ámbito artístico y académico. Su carácter firme y su autoconfianza le permitieron tener un papel activo en el feminismo cubano de comienzos del siglo XX. Representó a la Academia San Alejandro en los Congresos Nacionales de Mujeres de 1923 y 1924, celebrados en La Habana.
Sus aportes trascendieron lo puramente artístico. Aunque trabajó dentro de los márgenes del academismo, logró plasmar en su obra un espíritu auténticamente cubano, alejándose de las convenciones puramente estilísticas para expresar las raíces culturales de la isla y su identidad diferenciada frente al resto de las provincias españolas.
Gracias a sus logros y reconocimiento institucional, fue una de las fundadoras del Círculo de Bellas Artes de La Habana en 1930 y de la Academia Nacional de Artes y Letras. También presidió la Sección de Bellas Artes del Ateneo de La Habana.

## Obras destacadas
Adriana Billini desarrolló una obra sólida dentro del academicismo, centrada en el retrato, el paisaje y la pintura de género, pero con una sensibilidad que le permitió captar el espíritu de lo cubano desde una mirada personal y femenina. Su estilo combina formación académica rigurosa con una aproximación emotiva a sus temas, especialmente en escenas religiosas, costumbristas y retratos.
Entre sus obras más conocidas se encuentran:
- Playa de Varadero: paisaje que muestra su dominio técnico en la representación atmosférica del litoral cubano.
- La Virgen: obra religiosa con influencia clásica, de ejecución cuidada y fuerte carga simbólica.
- Cocinera cubana: pintura costumbrista que representa a la mujer popular con dignidad, expresividad y presencia.
- El Mambí: figura del independentista cubano publicada en El Fígaro y premiada en la Exposición Iberoamericana de Sevilla (1928).
- En la maquila: cuadro rural exhibido en revistas ilustradas de la época, centrado en la figura de la mujer trabajadora.

Participó regularmente en los **Salones Anuales de la Asociación de Pintores y Escultores** y en el **Círculo de Bellas Artes de La Habana**, donde presentó numerosas obras, entre las que se destacan:
- Desde mi terraza, Desde mi estudio, Bougainville, Mirando al cielo, La Cocinera, La Virgen de la Caridad, Marejada, La Purificación, Retrato del Dr. Prenso, Anciano venerable, Ave María, La Bahía de Mariel, En la manigua, En el jardín, flores, Retrato de la Srta. Cabrera, La merienda, Playa de Cojímar, Retrato de la Sra. Vda. de Billini, Alegoría del General Eusebio Hernández, Cántaro roto, Al reclamo y La Virgen de La Altagracia.

En la **Segunda Exposición Nacional** convocada por la Secretaría de Educación, presentó los cuadros El Apóstol y Retrato de un sabio.
En la **Exposición de Arte Moderno y Clásico**, celebrada en el Palacio Municipal en 1942, exhibió su obra Retrato de mi madre.
Aunque muchas de sus pinturas se conservan en colecciones privadas o permanecen sin localizar, su producción constituye parte esencial del patrimonio artístico cubano y dominicano, valorada por su calidad técnica y por su capacidad de integrar el entorno cultural y social del Caribe insular.

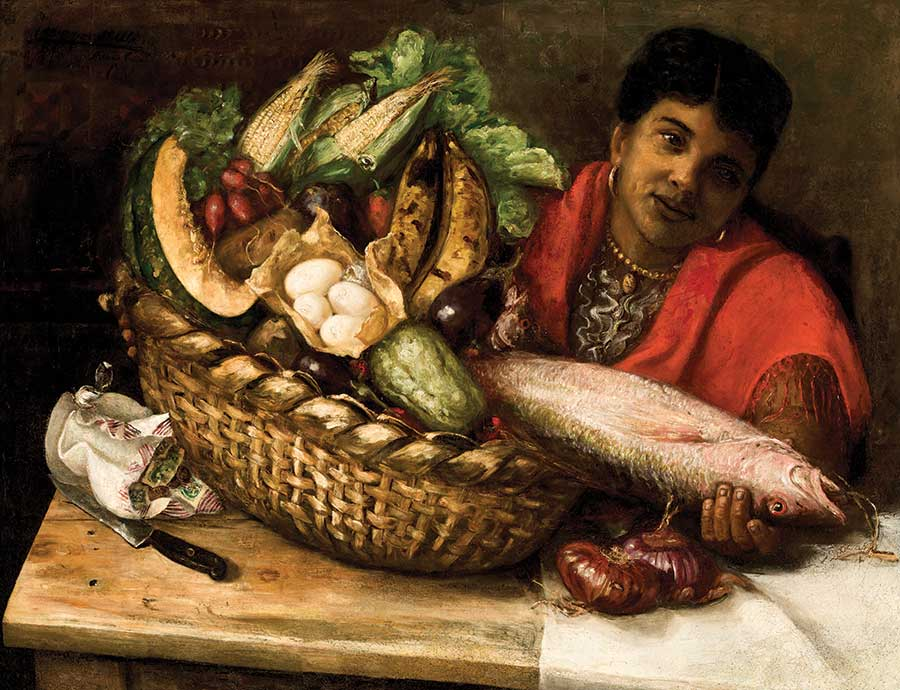
La cocinera cubana (Adriana Billini)

## Legado y reconocimiento institucional
Adriana Billini Gautreau es considerada una de las precursoras en la incorporación de la mujer al ámbito académico artístico en Cuba. Fue la primera mujer en graduarse oficialmente de la Academia de San Alejandro —institución históricamente restringida a varones desde su fundación en 1818—, tras cursar estudios entre 1881 y 1894. Su ingreso marcó un hito en la historia de la enseñanza artística formal en la isla.
En 1899 fundó su propia escuela de dibujo y pintura, y en 1907 fue nombrada profesora de Dibujo Elemental en la propia Academia de San Alejandro, convirtiéndose en la primera mujer en formar parte de su claustro docente. A pesar de este logro, debió enfrentar resistencias institucionales y ambigüedades respecto a su estatus profesional. En una carta dirigida en 1910 al Secretario de Instrucción Pública, Billini reclamaba expresamente igualdad de derechos y deberes frente a sus colegas hombres, denunciando de forma implícita la discriminación de género persistente en el ámbito académico.
Su impacto fue profundo: no solo abrió camino para otras mujeres en la enseñanza oficial de las artes plásticas, sino que su modelo pedagógico se adoptó también en otros espacios formativos, como la Escuela Normal de Verano para la formación de maestros. A partir de su presencia, la matrícula femenina en la Academia creció de forma sostenida durante las primeras décadas del siglo XX.
La historiografía feminista del arte en Cuba reconoce hoy a Adriana Billini como una figura clave en la legitimación de la mujer artista en el entorno académico del Caribe hispano. Investigadoras como la profesora e historiadora del arte Hortensia Péramo Cabrera han subrayado su papel como impulsora de la profesionalización artística femenina en un momento en que las mujeres aún eran sistemáticamente excluidas o invisibilizadas del espacio cultural.
Su obra, aunque escasamente difundida en el presente, forma parte del patrimonio pictórico cubano y dominicano. En 1927, regresó por primera vez a su país natal para exponer su trabajo, en un acto que ha sido interpretado como una afirmación de sus raíces dominicanas y como símbolo de unión cultural entre Cuba y la República Dominicana.

## Bibliografia
- Delia Ma. López Campistrous (2019). La mujer y la enseñanza artística en Cuba. En: Memorias del Coloquio San Alejandro: tradición y contemporaneidad de la enseñanza artística en Cuba. MNBA, La Habana, pp. 35–45.
- Expedientes de Profesores. Adriana Billini Gautreau (1906–1946). Archivo San Alejandro.
- Salas, Servando Matilde: Adriana Billini. Disponible en: Wordpress
- Gerón, Cándido: Anthology of Dominican painting, Editora Tele 3, 1990.

- Datos: Q135494098